# Jaan-E-Mann
Jaan-E-Mann è un film del 2006 diretto da Shirish Kunder.